# Temporada 1981-82 de los Dallas Mavericks
La temporada 1981-82 fue la segunda de los Dallas Mavericks en la NBA. La temporada regular acabó con 28 victorias y 54 derrotas, ocupando el décimo puesto de la conferencia Oeste, no logrando clasificarse para los playoffs.

## Elecciones en elDraft
| Ronda | Puesto | Jugador          | Posición | Nacionalidad   | Universidad    |
| ----- | ------ | ---------------- | -------- | -------------- | -------------- |
| 1     | 1      | Mark Aguirre     | Alero    | Estados Unidos | DePaul         |
| 1     | 9      | Rolando Blackman | Escolta  | Estados Unidos | Kansas State   |
| 2     | 24     | Jay Vincent      | SF       | Estados Unidos | Michigan State |
| 2     | 43     | Elston Turner    | SG/SF    | Estados Unidos | Mississippi    |
| 3     | 47     | Art Housey       | Pívot    | Estados Unidos | Kansas         |

## Temporada regular
| División Medio Oeste | División Medio Oeste | División Medio Oeste | División Medio Oeste | División Medio Oeste | División Medio Oeste | División Medio Oeste | División Medio Oeste | División Medio Oeste |
| Equipo               | G                    | P                    | %                    | PD                   | Casa                 | Fuera                | Div                  |                      |
| -------------------- | -------------------- | -------------------- | -------------------- | -------------------- | -------------------- | -------------------- | -------------------- | -------------------- |
| y-San Antonio Spurs  | 48                   | 34                   | .585                 | –                    | 29–12                | 19–22                | 20–10                |                      |
| x-Denver Nuggets     | 46                   | 36                   | .561                 | 2.0                  | 29–12                | 17–24                | 19–11                |                      |
| x-Houston Rockets    | 46                   | 36                   | .561                 | 2.0                  | 25–16                | 21–20                | 17–13                |                      |
| Kansas City Kings    | 30                   | 52                   | .366                 | 18.0                 | 23–18                | 7–34                 | 11–19                |                      |
| Dallas Mavericks     | 28                   | 54                   | .341                 | 20.0                 | 16–25                | 12–29                | 11–19                |                      |
| Utah Jazz            | 25                   | 57                   | .305                 | 23.0                 | 18–23                | 7–34                 | 9–21                 |                      |

## Estadísticas
| Rk | Jugador          | Edad | P  | PT | MP   | TC  | TCI  | %TC  | T3  | T3I | %T3  | TL     | TLI | %TL  | RO  | RD  | RT  | AS  | RB  | TAP | BP  | FP  | PTS  |
| -- | ---------------- | ---- | -- | -- | ---- | --- | ---- | ---- | --- | --- | ---- | ------ | --- | ---- | --- | --- | --- | --- | --- | --- | --- | --- | ---- |
| 1  | Jay Vincent      | 22   | 81 | 62 | 32.4 | 8.9 | 17.9 | .497 | 0.0 | 0.0 | .250 | 3.6    | 5.0 | .716 | 2.2 | 4.7 | 7.0 | 2.2 | 1.1 | 0.3 | 2.4 | 3.8 | 21.4 |
| 2  | Brad Davis       | 26   | 82 | 82 | 31.9 | 4.8 | 9.4  | .515 | 0.2 | 0.6 | .286 | 2.3    | 2.8 | .804 | 0.4 | 2.3 | 2.8 | 6.2 | 0.9 | 0.1 | 1.9 | 2.7 | 12.1 |
| 3  | Mark Aguirre     | 22   | 51 | 20 | 28.8 | 7.5 | 16.1 | .465 | 0.5 | 1.4 | .352 | 3.3    | 4.8 | .680 | 1.7 | 3.1 | 4.9 | 3.2 | 0.7 | 0.4 | 2.6 | 3.0 | 18.7 |
| 4  | Elston Turner    | 22   | 80 | 62 | 25.0 | 3.5 | 8.0  | .441 | 0.0 | 0.1 | .000 | \| 1.2 | 1.7 | .703 | 1.8 | 2.0 | 3.8 | 2.4 | 0.9 | 0.0 | 1.5 | 2.3 | 8.3  |
| 5  | Allan Bristow    | 30   | 82 | 54 | 24.8 | 2.7 | 6.1  | .437 | 0.0 | 0.2 | .167 | 1.6    | 2.0 | .817 | 1.5 | 2.7 | 4.1 | 5.5 | 0.8 | 0.1 | 2.0 | 2.7 | 7.0  |
| 6  | Rolando Blackman | 22   | 82 | 16 | 24.1 | 5.4 | 10.4 | .513 | 0.0 | 0.0 | .250 | 2.6    | 3.4 | .768 | 1.2 | 1.9 | 3.1 | 1.3 | 0.6 | 0.4 | 1.4 | 1.5 | 13.3 |
| 7  | Wayne Cooper     | 25   | 76 | 38 | 23.9 | 3.7 | 8.8  | .420 | 0.0 | 0.1 | .125 | 1.6    | 2.1 | .744 | 2.6 | 4.6 | 7.2 | 1.5 | 0.5 | 1.4 | 1.2 | 3.8 | 9.0  |
| 8  | Jim Spanarkel    | 24   | 82 | 1  | 21.4 | 3.3 | 6.9  | .479 | 0.1 | 0.3 | .333 | 3.4    | 4.0 | .853 | 1.2 | 1.4 | 2.6 | 2.5 | 1.0 | 0.1 | 1.4 | 1.7 | 10.1 |
| 9  | Tom LaGarde      | 26   | 47 | 28 | 19.3 | 2.4 | 5.7  | .420 | 0.0 | 0.0 | .000 | 1.8    | 3.5 | .518 | 1.3 | 3.1 | 4.5 | 1.0 | 0.4 | 0.4 | 1.7 | 2.9 | 6.6  |
| 10 | Kurt Nimphius    | 23   | 63 | 27 | 17.2 | 2.2 | 4.7  | .461 | 0.0 | 0.0 |      | 1.0    | 1.7 | .583 | 1.5 | 3.2 | 4.7 | 1.0 | 0.3 | 1.3 | 0.9 | 3.0 | 5.3  |
| 11 | Scott Lloyd      | 29   | 74 | 17 | 14.1 | 1.5 | 3.9  | .379 | 0.0 | 0.1 | .500 | 0.9    | 1.2 | .758 | 0.8 | 1.4 | 2.2 | 0.9 | 0.2 | 0.1 | 0.8 | 2.4 | 3.9  |
| 12 | Ollie Mack       | 24   | 13 | 3  | 11.5 | 1.5 | 4.5  | .322 | 0.0 | 0.2 | .000 | 0.5    | 0.6 | .750 | 0.6 | 0.8 | 1.4 | 1.1 | 0.4 | 0.1 | 0.3 | 0.5 | 3.4  |
| 13 | Clarence Kea     | 22   | 35 | 0  | 7.1  | 0.7 | 1.4  | .531 | 0.0 | 0.0 |      | 0.8    | 1.2 | .690 | 0.7 | 1.0 | 1.7 | 0.4 | 0.1 | 0.1 | 0.5 | 1.6 | 2.31 |

## Galardones y récords
| Jugador     | Galardón                            |
| Jay Vincent | Mejor quinteto de rookies de la NBA |